# 陈茹玉
陈茹玉（1919年9月24日—2012年3月11日），女，原籍福州闽侯，生于天津，中国有机化学家，中国科学院院士。

## 生平
陈茹玉于1942年毕业于国立西南联合大学化学系。1946年与何炳林结婚。1948年前往美国留学，1952年获印第安纳大学博士学位。次年起在西北大学任副研究员。1956年与何炳林一同回国，此后一直任教于南开大学化学系，“文革”期间夫妻受到严重打击。丈夫被關，陈茹玉担任的农药研究室主任职务也被终止。被诬为“美国特务”，成为走“白专道路”的“反动学术权威”，受到冲击，精神和肉体承受了种种屈辱和摧残。但陈茹玉仍顶住压力，偷偷进行科学研究。包含防除野燕麦的新除草剂“燕麦敌Ⅱ号”、杀菌剂“灭锈I号”、植物生长调节剂“矮健素”。“燕麦敌Ⅱ号”后来荣获1978年全国科学大会奖。曾任南开大学有机化学研究所所长。
2012年3月11日在天津逝世。

## 社会兼职
曾任中国农药学会副理事长、国务院学位委员会委员、全国政协委员、天津市政协副主席、天津市科协副主席、天津市侨联副主席等。

## 荣誉
1980年当选中国科学院化学部学部委员（院士）。2009年当选英国皇家化学会会士。

## 家庭
丈夫何炳林为中国高分子化学家，中国科学院院士。